# Корыстин, Александр Евгеньевич
Корыстин Александр Евгеньевич (род. 18 июля 1964, Летичев, Хмельницкая область) — доктор юридических наук, профессор, полковник милиции. Заслуженный деятель науки и техники Украины (2016). Ректор Одесского государственного университета внутренних дел (2014—2016).

## Биография
Родился 18 июля 1964 года в пгт Летичев Хмельницкой области.
В 1981 году окончил Криворожское авиатехническое училище, после чего работал авиатехником Бориспольского объединённого авиаотряда гражданской авиации.
С 1987 года в органах внутренних дел: прошёл путь от оперуполномоченного до заместителя начальника отдела по борьбе с отмыванием средств организованных преступных группировок ГУБОП. Имеет большой опыт практической работы в подразделениях по борьбе с экономической преступностью, налоговой милиции, проходил службу в подразделениях уголовного розыска и борьбы с организованной преступностью.
В 1993 году окончил Киевский национальный университет имени Тараса Шевченко по специальности «Экономическая теория».
В 1994 году начал научно-педагогическую деятельность в Киевском национальном университете имени Тараса Шевченко, где в апреле 1998 года защитил кандидатскую диссертацию по специальности «Финансы».
В 1999 году окончил Национальную академию внутренних дел Украины по специальности «Правоведение».
С 2002 года занимал должности преподавателя кафедры оперативно-розыскной деятельности, старшего преподавателя, доцента кафедры экономической безопасности.
С апреля 2006 года — начальник кафедры экономической безопасности, с октября 2010 года работает в должности учёного секретаря Национальной академии внутренних дел (НАВД), одновременно продолжает научно-педагогическую деятельность как профессор кафедры экономической безопасности.
В 2009 году защитил докторскую диссертацию по специальности «Административное право и процесс; финансовое право; информационное право».
С 25 апреля 2014 года назначен на должность первого проректора по учебно-методической и научной работе Одесского государственного университета внутренних дел.
С 21 июня 2014 по 30 января 2016 года — ректор Одесского государственного университета внутренних дел.
С 2016 года — заместитель директора департамента — начальник управления Министерства внутренних дел Украины.

## Научная деятельность
Автор более 200 научных и учебно-методических публикаций, 3 авторских свидетельств, 2 монографий, соавтор 16 учебных пособий и учебников, 8 из которых с грифом МОН Украины.
Имеет собственную научную школу, представленную более 20 учёными. Под руководством защитились 2 доктора юридических наук.
Член специализированного учёного совета по защите докторских и кандидатских диссертаций ОГУВД, член экспертного совета МОН Украины по юридическим наукам и председателем научно-экспертного совета Государственной службы финансового мониторинга Украины. Входит в редакционную коллегию «Научного вестника Национальной академии внутренних дел», «Южноукраинского юридического журнала» ОГУВД и других профессиональных изданий.

## Награды
- Заслуженный деятель науки и техники Украины (2016)[1].